# Клыповщина
Клы́повщина (бел. Клыпаўшчына) — деревня в Дзержинском сельсовете Дзержинского района Минской области. Расположена в 4-х километрах от Дзержинска и в 41-м километре от Минска, в деревне расположена одноимённая железнодорожная платформа (линия Минск — Барановичи). Вблизи деревни протекает Перетуть, куда около деревни впадает река Карачунка.

## История
Основана в XVIII веке, как деревня Минского воеводства, Минского повета в составе Великого княжества Литовского, владение Радзивиллов. После второго раздела Речи Посполитой в составе Российской империи. В 1800 году — 11 дворов, 44 жителя, владение Доминика Радзивилла.
С середины XIX века — принадлежала государству, находилась в составе Полоневичской сельской общины. В 1870 году — 22 души мужского пола. В начале XX века, в деревне насчитывалось 18 дворов со 112 жителями (1917 год), сама деревня входила в Койдановскую волость Минского уезда Минской губернии. В 1914 году открыта начальная школа.
9 марта 1918 года в составе провозглашённой Белорусской Народной Республики, однако фактически находилась под контролем германской военной администрации. С 1 января 1919 года в составе Советской Социалистической Республики Белоруссия, а с 27 февраля того же года в составе Литовско-Белорусской ССР, летом 1919 года деревня была занята польскими войсками, после подписания рижского мира — в составе Белорусской ССР. С 20 августа 1924 года в составе Макавчицкого сельсовета Койдановского района Минской округа. 29 июля 1932 года Койдановский район был переименован в Дзержинский. С 23 марта 1932 года в составе Негорельского польского национального сельсовета, с 31 июля 1937 года в составе Минского, с 4 февраля 1939 года вновь в составе Дзержинского района, с 20 февраля 1938 года в Минской области. В годы коллективизации организован колхоз «Имени 9 января», который обслуживала Койдановская МТС.  В 1926 году, по данным всесоюзной переписи, в Клыповщине — 21 двор, 108 жителей, в начальной школе обучались 47 детей. В 1920-е—1930-е деревня находилась вблизи от государственной границей с Польшей и более известной станции Негорелое. В деревне и её окраинах сохранились ДОТы, т. н. «Линии Сталина».
С 28 июня 1941 года по 7 июля 1944 года оккупирована немецко-фашистскими захватчиками. На фронте погибли 5 жителей деревни. В начале июля 1941 года немцы, оккупировавшие район схватили на улице Дзержинска 16 молодых парней-евреев, отвели их в березовую рощу около деревни Клыповщина и убили их в месте, находящемся сейчас возле железнодорожного полотна в направлении на Столбцы в 150 метрах направо на 793-м километре. Это было первое засвидетельствованное местными жителями массовое убийство евреев в районе. Также известно, что 16 марта 1944 года вблизи деревни была разгромлена немецкая автоколонна при участии партизан и подпольщиков.
Несмотря на то, что деревня упоминается только в XVIII веке, в её окрестностях в 1983 году, были обнаружены и исследованы В.В. Шаблюком два селища, в пол-километре и полтора километрах северо-западнее Клыповщины, площадь обоих селищ — свыше 1 га. Были обнаружены обугленные камни, кости домашнего скота, рельефная кафля, гончарная посуда и стеклянные изделия. Селища датируются XVI—XVII веками.
Наиболее хорошо сохранившийся ДОТ (долговременная огневая точка) расположен метрах в 150-и от трассы Минск—Брест и в 400 метрах от деревни Клыповщина; недалеко от моста через выезда из Дзержинска на шоссе. Если быть точным, то ровно за 2200 м до примыкания к шоссе М-1 выезда из Дзержинска, ближайшего к Бресту. Строился в 1930-е годы советскими военными инженерами.

## Население
| Численность населения (по годам) | Численность населения (по годам) | Численность населения (по годам) | Численность населения (по годам) | Численность населения (по годам) | Численность населения (по годам) | Численность населения (по годам) | Численность населения (по годам) |
| 1800                             | 1909                             | 1917                             | 1926                             | 1960                             | 1991                             | 1999                             | 2004                             |
| -------------------------------- | -------------------------------- | -------------------------------- | -------------------------------- | -------------------------------- | -------------------------------- | -------------------------------- | -------------------------------- |
| 44                               | ↗ 89                             | ↗ 112                            | ↘ 108                            | ↗ 214                            | ↘ 110                            | ↘ 75                             | ↗ 82                             |
| 2010                             | 2017                             | 2018                             | 2020                             | 2022                             |                                  |                                  |                                  |
| ↘ 77                             | ↘ 73                             | ↘ 69                             | → 69                             | ↗ 72                             |                                  |                                  |                                  |

## Инфраструктура
Через деревню проходит местная дорога Н8425 (Дзержинск — Негорелое), которая связывает деревню с трассой М1 (Брест — Российско-белорусская граница). В деревне имеется продуктовый магазин, сельский клуб (временно не работают) и кладбище.

## Пейзажи деревни

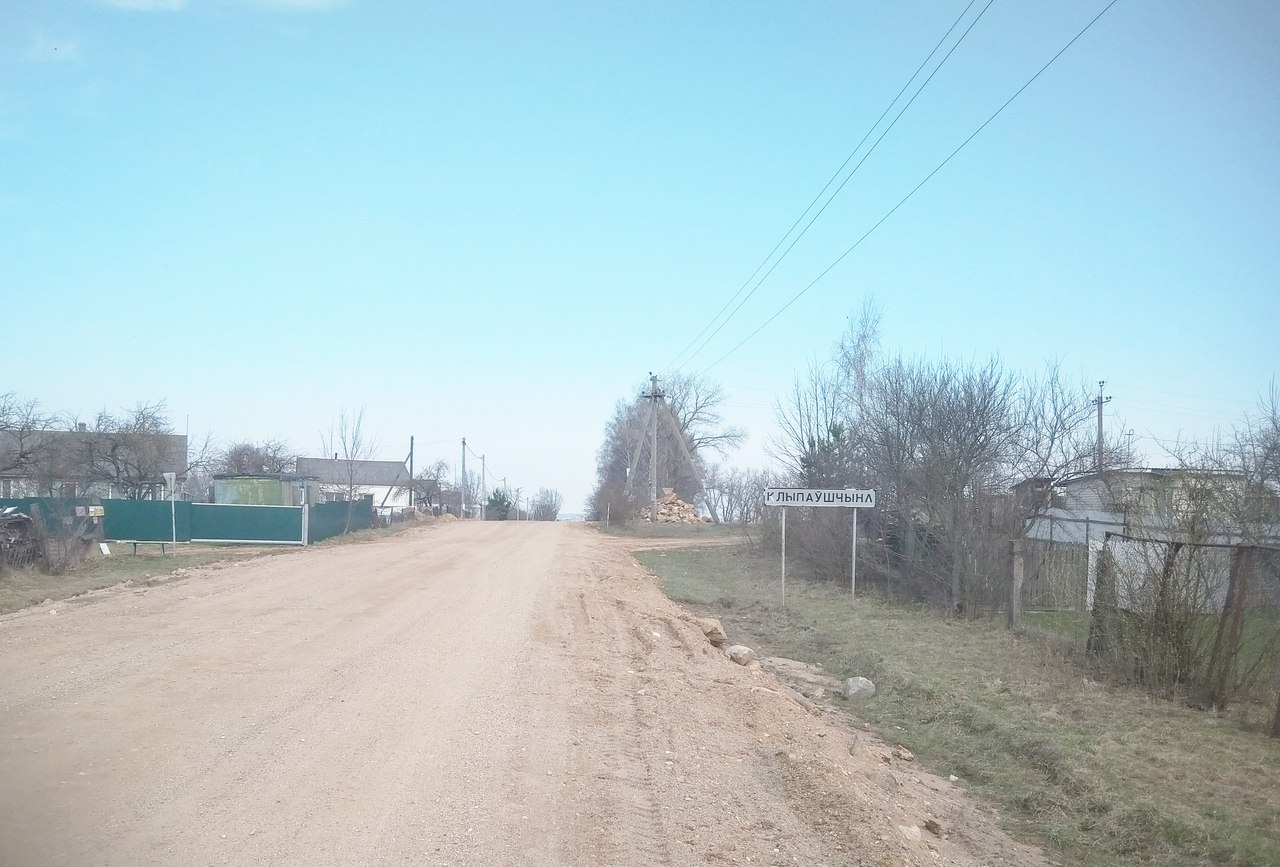
Южный въезд в деревню, до (2016 год)
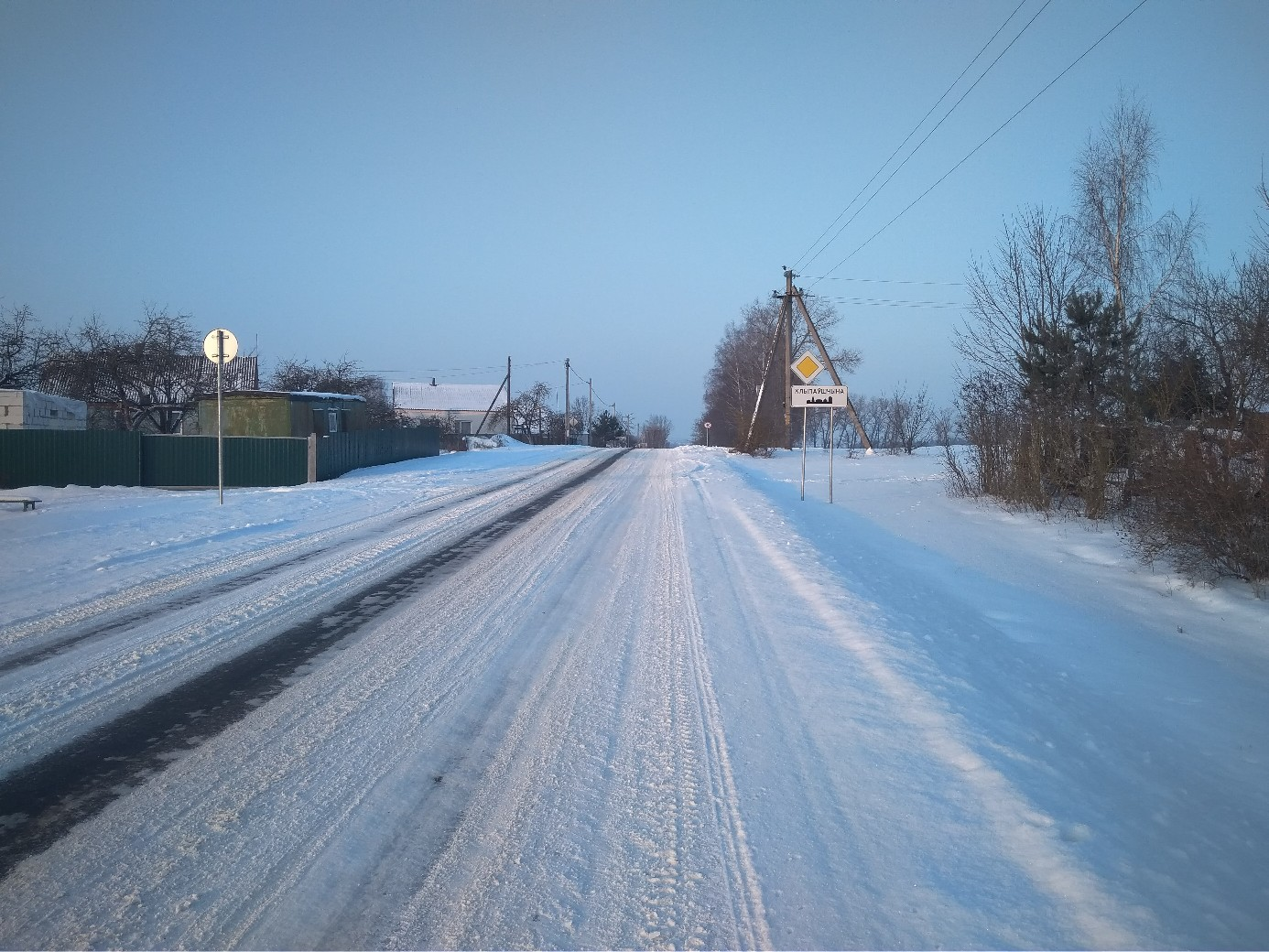
и после (2019 год) замены дорожного покрытия
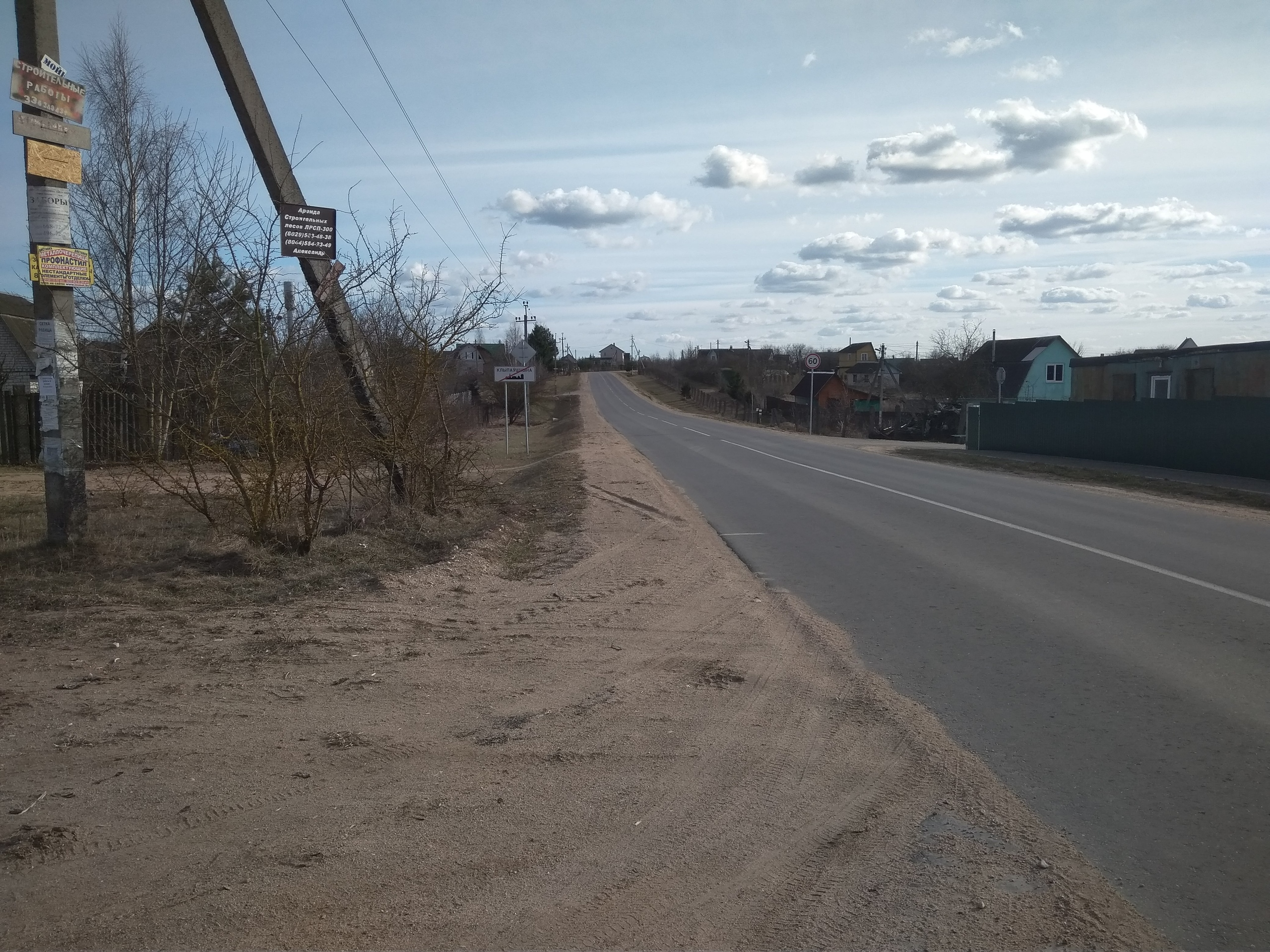
Вид на с/т «Берёзовка»